# Repinaldo de Rabo Largo
Repinaldo de Rabo Largo es el nombre de una variedad cultivar de manzano (Malus domestica). Esta manzana está cultivada en la Estación de fruticultura de Madridanos, así mismo en diversos viveros entre ellos algunos dedicados a conservación de árboles frutales en peligro de desaparición. Esta manzana es originaria del provincia de Zamora en San Justo, en la comarca de Sanabria, donde tuvo su mejor época de cultivo comercial antes de la década de 1960, y actualmente en menor medida aún se encuentra.

## Sinónimos
- "Manzana Repinaldo de Rabo Largo",[5][7][8]

## Historia
La provincia de Zamora presenta unas condiciones de clima y de suelos excelentes para el cultivo del manzano. 'Repinaldo de Rabo Largo' es una variedad de manzana cultivada en San Justo, en la comarca de Sanabria. También muy cultivada en toda la comunidad de Castilla y León. El cultivo más o menos floreciente de esta variedad cambió en la década de 1960, como consecuencia de la aparición de nuevas zonas de cultivo en el nordeste peninsular de manzanas selectas foráneas, que es una competencia a nivel de comercialización muy fuerte, y sobre todo, a que en Zamora no se concretaron canales de comercialización adecuados.
'Repinaldo de Rabo Largo' está considerada incluida en las variedades locales autóctonas muy antiguas, cuyo cultivo se centraba en comarcas muy definidas. Se caracterizaban por su buena adaptación a sus ecosistemas y podrían tener interés genético en virtud de su adaptación. Se encontraban diseminadas por todas las regiones fruteras españolas, aunque eran especialmente frecuentes en la España húmeda. Estas se podían clasificar en dos subgrupos: de mesa y de sidra (aunque algunas tenían aptitud mixta).
'Repinaldo de Rabo Largo' es una variedad mixta, clasificada como de mesa, se utiliza en cocina, y también se utiliza en la elaboración de sidra; difundido su cultivo en el pasado por los viveros comerciales y cuyo cultivo en la actualidad se ha reducido a huertos familiares y jardines privados.

## Características
El manzano de la variedad 'Repinaldo de Rabo Largo' tiene un vigor alto; florece a inicios de abril; tubo del cáliz estrecho y corto, y con los estambres situados en su mitad.
La variedad de manzana 'Repinaldo de Rabo Largo' tiene un fruto de tamaño mediano; forma globoso-cónica, y con contorno esférico-globoso; piel semi brillante; con color de fondo amarillo, siendo el color del sobre color bicolor, importancia del sobre color alto, siendo su reparto en chapa, con chapa rojo ciclamen vivo que cubre su superficie prácticamente en su totalidad, acusa punteado de tamaño pequeño rojo y ruginoso, y una sensibilidad al "russeting" (pardeamiento áspero superficial que presentan algunas variedades) débil; pedúnculo largo o medio y semi grueso, leñoso, rojizo, anchura de la cavidad peduncular es mediana, profundidad de la cavidad pedúncular de profundidad profunda, en el fondo con iniciada ruginosidad verde grisácea, bordes suavemente irregulares, e importancia del "russeting" en cavidad peduncular débil; anchura de la cavidad calicina mediana y estrecha, profundidad de la cav. calicina poco profunda, de cubeta ligeramente marcada, y de bordes levemente ondulados y a veces inapreciable, y de la importancia del "russeting" en cavidad calicina débil; ojo, entreabierto o cerrado; sépalos partidos o triangulares con las puntas vueltas hacia fuera.
Carne de color crema con tinte amarillo; textura crujiente, semi jugosa; sabor característico de la variedad, acidulado y dulzón, al mismo tiempo
tenuemente perfumado; corazón bulbiforme; eje abierto; celdas arriñonadas, grandes y alargadas, cartilaginosas y rayadas de blanco; semillas alargadas e irregulares.
La manzana 'Repinaldo de Rabo Largo' tiene una época de maduración y recolección tardía en el otoño, se recolecta desde mediados de octubre hasta mediados de noviembre, madura durante el invierno aguanta varios meses más. Tiene uso mixto pues se usa como manzana de mesa fresca y manzana de cocina.